# Хуксевард (община)
Хуксевард (нидерл. Hoeksche Waard) — община в провинции Южная Голландия (Нидерланды). Община была создана при реорганизации общин 1 января 2019 года и включает одноимённый остров Хуксевард и небольшой речной остров Тингеметен.

## География
Территория общины занимает 323,69 км². На 1 августа 2020 года в общине проживало 87 614 человека.

## Политика
Муниципальный совет общины Хуксевард состоит из 37 мест. Ниже представлен состав городского совета с 2019 года:
| Партия                                  | 2019 | 2022 |
| Христианско-демократический призыв      | 8    |      |
| Локален Хуксевард                       | 7    |      |
| Реформатская партия                     | 6    |      |
| Народная партия за свободу и демократию | 4    |      |
| Демократы 66                            | 3    |      |
| Зелёные левые                           | 3    |      |
| Христианский Союз                       | 2    |      |
| Партия труда                            | 2    |      |
| Кромстрейен 98                          | 1    |      |
| Хуксевард Сеньйорен                     | 1    |      |
| Всего                                   | 37   |      |